# (8074) Slade
(8074) Slade (1984 WC2) – planetoida z pasa głównego asteroid okrążająca Słońce w ciągu 4,66 lat w średniej odległości 2,79 au. Odkryta 20 listopada 1984 roku.